# Danses de Vilanova
Les Danses de Vilanova són una dansa tradicional catalana, d'inspiració noucentista, pròpia de la ciutat de Vilanova i la Geltrú, que es balla la tarda del diumenge de Carnaval. És un ball de lluïment, amb la peculiaritat de ser ballat per un noi amb dues noies. La dansa consta de dues part diferenciades: la primera, tota cerimoniosa i delicada, i la segona, formada per un galop alegre i esbojarrat, incorporat quan la dansa es va incorporar a la festa del carnaval.

## Història
Es creu que ja eren ballades durant el segle xviii per les classes socials més elevades en celebracions privades. Amb els anys van ser oblidades per les classes benestants i foren les classes populars les que les començaren a ballar en festes com Sant Antoni, Corpus i el carnaval. Durant la segona meitat del segle xix entraren en una forta decadència fins a quedar gairebé oblidades. No va ser fins al 1920 quan aquestes danses es recuperen gràcies a l'impuls i aportacions de les germanes Teresa i Eulàlia Rosell i Capdevila i Concpeció Coll "Ciona" i ajudades per l'Esbart Català de Dansaires. Foren ballades durant la Festa Major d'aquell any al Centre Català i allà mateix un vell vilanoví recordà el galop final, que fou incorporat al ball. El dimarts de Carnaval de 1925 tornaren a ser ballades, així com el 1934 pel ballarí Joan Magrinyà en un festival al Foment Vilanoví amb figurins d'Enric C. Ricart. Durant el franquisme passaren a ser ballades per les noies de Coros y Danzas de la Sección Femenina, amb format d'esbart. Caldrà esperar al Carnaval de 1976 perquè tornin a ser programades a la plaça de les Cols el diumenge de Carnaval.

## Vestuari
El vestuari és el propi del dia de les comparses, amb barretina i faixa pels homes i mantó de Manila per les dones.

## Ball
Les danses de Vilanova s'estructuren en files de tres persones: dues noies agafades de bracet del noi, que se situa al mig. La dansa comença amb un passeig al voltant de la plaça amb reverència en passar davant la presidència. En els darrers quatre compassos les noies fan tres punts de passeig endavant i mitja volta per quedar encarades amb el noi i saludar-lo. El noi queda quiet al lloc i acompanya amb el braç dret la noia de la dreta i amb el braç esquerre la de l'esquerra, fins a situar-se davant seu. Tot seguit les noies fan dotze punts plans avançant i el noi dotze punts plans retrocedint i mantenint-se sempre de cara a les noies. Sense parar es fan tres punts plans avançant per creuar-se, i mitja volta en sentit contra horari. S'acaba puntejant el peu dret endavant i saludant-se. Finalment les noies avancen cap al noi, sense creuar-lo, i queden encarades entre elles formant els tres un cercle, en què les noies posen una mà a l'espatlla del noi i amb l'altra s'agafen entre elles. Amb aquesta postura comença el galop al voltant de la plaça.
Per finalitzar es fa una tirada de passeig, com al començament, i, en acabar, el noi fa fer risto a les noies i tots tres se saluden.

## Acompanyament musical
Des de la seva recuperació les danses han estat ballades al so d'una cobla.